# Герб Полонського району
Герб Полонського району — офіційний символ Полонського району, затверджений рішенням сесії районної ради.

## Опис
На пурпуровому щиті золоте сонце з 24-ма променями, поверх якого срібний лелека. В базі два золотих снопи в косий хрест, над якими синьо-жовта стрічка з написом «Полонський район». На лазуровій главі, відділеній двома срібними нитяними хвилястими поясами, срібна фортеця і напис «1923». Щит увінчаний бароковим декором і Тризубом.

Автор — А. М. Ткачук.